# Síl·laba

Els caràcters katakana són un exemple d'escriptura sil·làbica. Cada katakana representa una mora.

Una síl·laba és un conjunt de sons que es pronuncien en un únic cop de veu. És cadascuna de les parts que componen una paraula. Al Diccionari de l'Institut d'Estudis Catalans (DIEC) es defineix com la "unitat fonètica i fonològica bàsica constituïda per un nucli, que correspon a un so de sonicitat elevada, precedit i seguit opcionalment per un o més sons de sonicitat menor". El diccionari normatiu de l'Acadèmia Valenciana de la Llengua la defineix com la "unitat articulatòria bàsica constituïda per un sol nucli fònic situat entre dos depressions de l'emissió de veu". Per a la Gran Enciclopèdia Catalana, tradicionalment, és l'element mínim d'articulació i la unitat natural que conforma els significants dels signes lingüístics. Val a dir, però, que tot i que la síl·laba té una clara realitat psicològica, les característiques fonètiques de la síl·laba són difícilment delimitables.
La composició de les síl·labes i els fenòmens que les afecten s'estudien bàsicament en la fonologia. Es pot considerar que tant la síl·laba com la unitat lingüística per excel·lència d'aquesta disciplina, juntament amb el fonema. De fet, van aparèixer primer els sil·labaris que els alfabets. Segons el nombre de síl·labes, un mot és monosíl·lab, bisíl·lab, trisíl·lab o pol·lísilab (més de tres síl·labes), qüestió que afecta l'accentuació. Pot tenir repercussions també en el to, en les llengües on aquest tret té un valor distintiu. La separació en síl·labes d'una paraula s'anomena sil·labificació i té a veure amb aquests fenòmens (anomenats suprasegmentals perquè van més enllà d'un sol tros de mot) i també amb qüestions gràfiques, com la separació amb guionet d'un mot entre dues línies.
L'escriptura sil·làbica aparegué segles abans que les primeres lletres. Les primeres síl·labes documentades pertanyen a tauletes escrites a voltants de l'any 2800 aC a la ciutat sumèria d'Ur. Aquest canvi de pictogrames a síl·labes ha estat descrit com "l'avenç més important de la història de l'escriptura".
S'han trobat llengües alienes al concepte de síl·laba (incloent-hi alguns idiomes nadius de la costa nord-occidental de Nord-amèrica, així com algunes llengües amazigues i ryukyuenques), però són una excepció, ja que la gran majoria de llengües compten amb aquesta característica per definir la pertinença o no al sistema de determinats mots.

## Estructura sil·làbica

### Elements constitutius

Diagrama en forma d'arbre que representa una síl·laba

L'estructura sil·làbica és el conjunt de restriccions pròpies de cada llengua sobre quins fonemes o grups de fonemes poden ocupar aquestes posicions.
En la tradició occidental, una síl·laba (σ) comprèn essencialment dos constituents:
- un atac (angl. onset: ω): consonant, obligatori en alguns idiomes, opcional o fins i tot restringit en els altres
- una rima (ρ), que en algunes síl·labes es divideix en:
  - un nucli (angl. nucleus : ν): vocàlic, obligatori en la majoria d'idiomes
  - una coda (κ): consonant, opcional en alguns idiomes, molt restringida o prohibida en d'altres Hom diu que una síl·laba posseeix una coda quan és tancada, i sense coda quan és oberta.

En una síl·laba catalana, com en la paraula gat, el nucli és a (el so que pot ser clarament pronunciat o cantat per sí sol), l'inici g, la coda t i la rima a. Aquesta síl·laba es pot abstreure com a síl·laba consonant-vocal-consonant, abreujadament CVC. Els idiomes varien en gran manera en les restriccions dels sons que formen l'inici, el nucli i la coda d'una síl·laba, d'acord amb el que s'anomena un llenguatge de fonotàctica.
En la tradició d'anàlisi de l'Extrem Orient (representada igualment en l'esquema adjunt), particularment adaptada a l'anàlisi de síl·labes del xinès mandarí, es distingeix generalment: 
- so inicial (ι), enterament consonàntic
- un so final (φ) que comprèn :
  - la rima completa (ρ), que porta el to (τ)
  - l'eventual semivocal que precedeix la vocal central, que és el so del mig (μ).

Tot i que cada síl·laba té característiques suprasegmentals, en general són ignorades si no són semànticament rellevants, com per exemple, a les llengües tonals.
1. To (τ) el pot portar la síl·laba en conjunt o mitjançant la rima

#### Atac
Es troba en totes les síl·labes de totes les llengües del món. L'atac pot ser simple o ramificat. La major part de llengües permeten igualment els atacs buits de síl·labes, però hom parla en aquest cas d'un tret estructural marcat: i.e. fins i tot buit, l'atac de síl·laba tendeix a ser omplert per un so consonàntic lligat al context (aquest fet és a l'origen del fenomen de la liaison en francès).

#### Rima
La rima és el conjunt que comprèn el nucli (generalment vocàlic) de la síl·laba, que pot trobar-se sol (en el cas d'una síl·laba oberta) o bé associat a una coda formada per consonants. Tota síl·laba comporta almenys una rima, que necessàriament està ocupada, almenys, per un fonema.
La noció de rima lingüística no és exactament la mateixa que la de la rima a la poesia. Mentre que en lingüística, la rima és sempre una fracció de la síl·laba, en poesia, algunes rimes (les rimes riques) estan constituïdes per diverses síl·labes adjacents, inclòs l'atac, (per exemple en la fórmula hocus pocus).
Les regles gramaticals quant a la rima de la síl·laba són, en la major part de les llengÜes, força més nombroses que les relatives a l'atac de la síl·laba.

#### Nucli sil·làbic
El nucli sil·làbic (també anomenat nucli de síl·laba, cim de síl·laba, cor de síl·laba) consisteix en el segment amb el nivell més alt de so de la síl·laba. En català estàndard, sempre és un element vocal (generalment un vocal curta, una vocal llarga o un diftong). En altres idiomes, però, una consonant nasal o líquida també pot jugar el paper de nucli sil·làbic, o en alguns contextos d'elisió de les vocals àtones (anglès "apple" [a.pl̩], alemany "singen" [siŋn̩]). Altres llengües permeten les síl·labes amb nucli consonàntic de manera regular, sense que hi hagi elisió d'una vocal: és el cas del txec, per exemple en l'enunciat "Strč prst skrz krk" ([str̩tʃ pr̩st skr̩s kr̩k],  escolteu (?·pàg.)), que siginifca "enfonsa el dit a la gola" no comporta que hi hagi vocal en cap de les síl·labes.

#### Coda
La coda (it. coda, «cua») és un element facultatiu de la síl·laba, constituït per una o més consonants. El seu principi de sonoritat, a la inversa que en l'atac de la síl·laba, és descendent. Una síl·laba amb una coda (VC, CVC, CVCC, CVV…) s'anomena síl·laba tancada.

#### Representació gràfica
En algunes teories de la fonologia, aquestes estructures sil·làbiques es visualitzen com a diagrames en forma d'arbre (similar als arbres que es troben en alguns tipus d'anàlisi sintàctica). No tots els fonòlegs estan d'acord en el fet que les síl·labes tinguin estructura interna, de fet, alguns fonòlegs dubten de l'existència de la síl·laba com una entitat teòrica

#### Diferències segons la llengua
En castellà, per exemple, el nucli sil·làbic està format sempre per una vocal o diftong, sigui creixent o decreixent, a diferència del català, que només admet diftongs decreixents. L'atac pot o no existir i pot constar com a molt de dos fonemes, en posició d'atac simple pot aparèixer qualsevol fonema consonàntic (en posició d'atac format per dos fonemes el primer ha de ser una oclusiva o una fricativa i el segon ha de ser sempre una sonora d'entre / l, r, i, w /). La coda pot ser simple o doble i pot acabar formada per / p, k, r, l, m, n, s, .../.
En japonès, l'estructura sil·làbica és més simple. L'atac com la coda són sempre simples, el nucli sil·làbic és una vocal i la coda només pot estar formada per una nasal (o oclusiva en grups reduplicat). En canvi en anglès admet alguns atacs sil·làbics més complicats que els del català, com a stop o string.
En els préstecs lèxics d'una llengua a una altra, és típic que les síl·labes siguin reestructurades afegint vocals epentètiques on sigui necessari perquè la paraula resultant compleixi amb l'estructura sil·làbica típica de l'idioma receptor, com en el català a escàner o film.

## Restriccions estructurals de la síl·laba
La segmentació en síl·labes d'un enunciat pot no ser correcte si hom no coneix les restriccions de formació sil·làbica de la llengua a analitzar. Llur estudi constitueix la fonotàctica.

### Restriccions de quantitat
Establir la llista de restriccions sil·làbiques implica indicar el nombre i la identitat dels fonemes en relació als elements de la síl·laba. Així, en català, l'atac pot ser nul i la coda absent.; hi [i] (pronom adverbial) val : 
- atac : buit;
- nucli : [i];
- coda : inexistent.

No és així en el cas de l'àrab, on l'atac és present de manera obligatòria: això vol dir que tota síl·laba ha de començar per una consonant.; اللّٰه ʾAl·là [ʔallaːh] s'analitza així : 
- síl·laba 1 ʾal : 
  - atac : [ʔ],
  - nucli : [a],
  - coda : [l],
- síl·laba 2 lah : 
  - atac : [l],
  - nucli : [aː],
  - coda : [h].

En japonès, la coda ha de ser una vocal nasal o bé nul·la (si hom s'abstrau d'una pronunciació més ràpida en la qual algunes vocals àtones, a saber, la u i la i, poden emmudir) : el mot です [de.su], « és », és possible, però no *desut. D'altra banda, です és un exemple on existeix l'emmudiment de la u, que dona des' .
Així doncs, és possible d'indicar l'estructura quantitativa de les síl·labes, és a dir, el nombre màxim de fonemes en l'atac i la coda: en francès, la síl·laba teòrica més gran és la que té la forma CCCVCCCC (CCCV... a strict, ...VCCCC a dextre; cap mot, tanmateix, no forma una síl·laba CCCVCCCC). En polonès, la síl·laba més gran pot ser encara més important : CCCCCVCCCCC (CCCCCV... a źdźbło [ʑḏʑbwɔ] « fulla », ...VCCCCC en la segona síl·laba de przestępstw [pʃɛstɛmpstʍ] « transgressió » (genitiu plural)). En japonès, tanmateix, la síl·laba més gran no pot depassar la mida CVN (on N és una nasal). El tahitià és encara més limitat; quasi totes les síl·labes han de ser obertes; la síl·laba gran val CV.
Cal considerar també el lloc de la síl·laba en relació al mot : en turc, per exemple, CCV... és impossible a principi de mot; cap síl·laba inicial pot, doncs, començar amb dues consonants, la qual cosa implica nombrosos casos de pròtesi: el mot estació en turc, que prové del francès station [stasjɔ̃] esdevé istasyon, per evitar que a la primera síl·laba hi hagi dues consonants inicials. Algunes llengües romàniques com el castellà i el català segueixen aquest principi, la qual cosa explica que el llatí statio hagi donat estació en català i estación en castellà. Per contra en d'altres, com l'italià (stazione), el francès (station) o el romanès (stație), s'admeten dos consonants a principi de mot.

### Restricció de qualitat
En àrab i en català, cada fonema de la llengua pot intervenir en qualsevol element. En d'altres, els fonemes es reparteixen segons el lloc que ocupen: en mandarí, la coda només pot aparèixer com una nasal [n] o [ŋ]. El mateix fonema [ŋ] no pot, tanmateix, ocupar el lloc de l'atac. Això implica que cap mot no pot començar en aquesta llengua amb un [ŋ] i que cap mot no pot acabar amb un [t]. En aquest as, el nombre total que la llengua pot produir és limitat i comptable.
Les llengües amb tendència monosil·làbica com els dialectes xinesos però també el birmà, el vietnamita i nombroses llengües del sud-est asiàtic funcionen segons aquest principi.

## Classificació de les síl·labes
Segons l'escola adoptada, es poden dividir les síl·labes amb diferents criteris. Així, segons la seva estructura, es troben:
- Síl·labes obertes o tancades. Una altra distinció important en algunes llengües és si la síl·laba té o no té coda sil·làbica. Les síl·labes sense coda es denominen obertes i les que tenen coda es denominen tancades. En la majoria de llengües indoeuropees modernes el nucli sil·làbic només pot ser una vocal, i per tant, les síl·labes acabades en vocal es denominen obertes i les síl·labes acabades en consonant es denominen tancades.
- Síl·labes simples o compostes:les simples tenen només el nucli, les compostes tenen els altres elements. Al seu torn, la coda i l'atac poden ser també simples o compostos segons el formin un sol so o més d'un. Per acabar, aquesta distinció també afecta el nucli, si és simple està format per una vocal (una consonant sonorant en algunes llengües) mentre que si és compost, el nucli és un diftong, triftong o similar.

Quan es té en compte el paper de la síl·laba en l'accentuació, es pot establir una altra classificació:
- Síl·labes àtones o tòniques. Les síl·labes poden rebre o no més força segons fem èmfasi en la seva pronunciació. Hi ha, doncs, síl·labes àtones (normals) i tòniques (pronunciades lleugerament més fort que les anteriors). En algunes llengües la síl·laba tònica és més o menys fixa, com en el cas del francès, mentre que en altres depèn totalment de la pronunciació. Les paraules poden tenir més d'una síl·laba tònica si són compostes o molt llargues, com passa en els adverbis en -ment catalans o en determinats mots alemanys. Pot haver-hi mots àtons, sense cap síl·laba accentuada, ja que se solen pronunciar junt amb altres paraules on pot haver-hi un camp accentual.
- Síl·labes curtes / llargues o lleugeres / pesades. En algunes llengües com el llatí, el grec clàssic, el japonès o el sànscrit existeixen estructures intermèdies entre el fonema i la síl·laba. Típicament les unitats intermèdies es denominen mores. Generalment en aquestes llengües cada síl·laba es pot dividir en un cert nombre de mores. Les síl·labes d'una sola mora s'anomenen curtes o lleugeres, i les síl·labes de més d'una mora són llargues o pesades. En les llengües esmentades el nombre de mores, és a dir, que una síl·laba sigui curta o llarga (lleugera o pesada) té repercussions en la posició de l'accent.

## Definició acústica: el cim de la síl·laba
Des del moment en què percebem la paraula, ens cal segmentar-la en diverses unitats a fi i efecte de poder-la analitzar i comprendre. Aquest procés s'anomena la "segmentació de la paraula". Se sap, des dels estudis de Cutler, Mehler, Norris & Segui (1983, 1986) que si bé la síl·laba és una unitat utilitzada pels francòfons quan escolten llur llengua materna (però igualment de manera inapropiada quan escolten una llengua estrangera amb la qual no hi estan gaire avesats, com és el cas de l'anglès), no és així en el cas dels anglòfons, per als quals la síl·laba no formaria una unitat de les més rellevants a l'hora de procedir a la segmentació de la paraula.
En fonètica acústica, hom analitza els sons emesos per la gola amb aparells que donen informacions tècniques (intensitat, durada, freqüència, formants, etc.) Tots els fonemes no tenen la mateixa intensitat. Els fonemes menys intensos són les consonants sordes oclusives ([p], [t], [k], [q], [c], etc.), els més intensos són les vocals obertes ([a]).
H.A. Gleason, en la seva obra Introduction to Descriptive Linguistics, definí la síl·laba en relació amb l'activitat dels músculs intercostals, els que permeten la respiració, en acostar i allunyar les parets de la cavitat toràcica. Segons la intensitat natural dels fonemes emesos, els desplaçaments són més o menys importants. L'emissió de la paraula està constituïda, doncs, per una alternança de desplaçaments més o menys importants d'aire. Allà on, en el flux, la intensitat assoleix un pic, hom es troba en presència d'un nus sil·làbic, al que es pot anomenar "cim de la síl·laba" (atès que és la part més alta, més intensa). També és possible definir el cim de la síl·laba com un so (del qual hom en pot donar l'alçada) mentre que els altres fonemes són sorolls.
Els sons susceptibles d'ésser els més intensos són, per ordre creixent (segons el principi de sonoritat):
- els nasals i laterals : [m], [ɱ], [n], [ɲ], [ŋ], [ɫ], [ʎ]
- els vibrants : [r]
- els vocals tancats: [i] i [u]
- els vocals semitancats: [e] i [o]
- els vocals mitjans centrals [ə]
- els vocals semioberts: [ɛ], i [ɔ]
- els vocals oberts: [a]

Tots aquests sons tenen un punt en comú: són continus (hom en pot mantenir la producció mentre quedi aire) i són sonors (les cordes vocals vibren en produir-los). Semblen doncs, exclosos, els fonemes momentanis (com els oclusius) i els fonemes sords, en les llengües que en tenen, com és el cas del francès
- strict, i dextre :

[stʁ̥ikt] : una vocal, [i], per tant una síl·laba ;
[dɛkstʁ̥] : idem, amb [ɛ] com a cim.
Les consonants finals d'aquests molts es troben entre les més febles en sonoritat; així doncs no poden tenir la funció de cim.
Si hi afegim una e muda (quan es llegeix un vers, per exemple, davant de consonant), hi afegim una vocal i, per tant, una síl·laba :
- [dɛkstʁ̥ǝ] : dues vocals = dues síl·labes [dɛk.stʁ̥ǝ]

En altres llengües, és possible de situar una cosa diferent d'una vocal com a cim de la síl·laba; es tracta llavors de consonants vocalitzades, « utilitzades com a vocal », però la major part del temps, les sonants (representades aquí per /S/) : 
- sànscrit vr̥kas [vr̩.kɐs] : dos cims = dues síl·labes = /CS.CVC/;
- anglès little [lɪ.tl̩] : dos cims = dues síl·labes = /CV.CS/ ;
- anglès written [ɹɪ.tn‌̩] : idem : /CV.CS/ ;
- anglès day [dei] : una vocal complexa (aquí un diftong) = una síl·laba = /CVV/; en el cas dels diftongs, un dels sons rep la màxima intensitat i forma el cim sil·làbic.

### Segmentació segons un criteri preceptiu
Resta determinar tot seguit el que entra o no en la síl·laba en qüestió; en efecte, si hom pot saber acústicament on són els cims de les síl·labes, és a dir, comptar el nombre de síl·labes d'un enunciat, cal repartir a continuació els fonemes situats abans i després: pertanyen a la síl·laba en qüestió, a la de davant o la de després? Per a això, l'estructura fonològica de la llengua analitzada compta: si bé els cims són visibles amb un aparell, cal referir-se al sistema fonològic de la llengua per saber el que pertany a una síl·laba, és a dir per repartir convenientment el que es troba a banda i banda dels cims.
Així, en ful, gos es diu rawaandu; per a un catalanoparlant que no conegui la fonologia del ful, la divisió es faria així: [ra.waːn.du]. Per a un fulbe, tanmateix, és ra.waː.ⁿdu] (noteu el [ⁿ]). En el sistema fonològic del ful, en efecte, existeixen consonants anomenades « prenasalitzades », és a dir que comencen com a nasals però acaben com a consonants. En mandarí, per exemple, la inicial de 幾 jǐ [ʨi] només és una sola consonant, anomenada « africada », que comença com una oclusiva i acaba com una fricativa i no com com una successió de dues consonants. Aquesta mena de consonants també es poden trobar com a [tʃ] i [dʒ] i [ts] al català i l'alemany.
Així doncs, en ful existeix una consonant [n], una consonant [ⁿd] i "trobades" de consonants [n]+[d], que no s'escolten de la mateixa manera per un nadiu : [ⁿd] dura menys de temps que [n]+[d]. L'explicació és simple : [n]+[d] formen dues consonants de durada normal, [ⁿd] una sola, de durada normal. En un terme que tindria com a forma [a.ⁿda], hom troba una consonant, a [an.da] dues. El mot és més llarg quan es pronuncia [an.da] que quan és [a.ⁿda]; no cal dir que per a un membre del poble fulbe la diferència és clara, però per a un catalanoparlant no.
En resum, només el coneixement dels fonemes d'una llengua, així com dels límits de construcció d'aquests fonemes en síl·labes permeten de saber com dividir els mots.

## La síl·laba en català
Segons l'IEC, en català tota síl·laba és constituïda, obligatòriament, per un nucli vocàlic i, opcionalment, per uns marges consonàntics prenuclears i post-nuclears, que s'anomenen, respectivament, obertura i coda. Tant l'obertura com la coda poden constar de més d'un segment consonàntic. Així, si prenem els exemples de síl·labes com "bru", "clar" i "blat", aquestes tenen obertures més complexes. En canvi, "ports", "panys" i "ferm", són síl·labes que presenten codes complexes.
En català hi ha dos tipus bàsics de síl·labes, les lliures i les travades. S'anomena síl·laba travada aquella que té coda consonàntica, és a dir, la que té elements que van darrere del nucli (man-te-ga, can-tai-re, ex-e-cu-tiu).
Dins les síl·labes lliures (sense coda), es troben aquelles que contenen únicament el nucli vocàlic (a-me-ri-cà); les que consten d'un diftong (ou, ai-gua) i les que a més a més tenen un atac, sigui aquest format per una sola consonant (ma-re) o bé per més d'una consonant (a-ma-ble).
Les síl·labes travades o tancades poden tenir al seu torn les següents estructures
- nucli + consonant (any)
- nucli + més d'una consonant (arcs)
- consonant + nucli + consonant (car-ma-nyo-la)
- consonant + nucli + més d'una consonant (pont)
- aplecs consonàntics envoltant el nucli (flams)

Només les consonants oclusives i la fricativa labiodental sorda poden encapçalar atacs i codes complexos, o sigui, formar part d'aplecs consonàntics al voltant del nucli vocàlic de la síl·laba. Aquests sons es combinen sempre amb una lateral aproximant alveolar sonora o bé una vibrant simple.

### Separació per síl·labes
En català se separen les síl·labes a final de ratlla en l'escriptura per qüestió d'espai i s'han de seguir les següents normes:
- no es pot deixar un prefix negatiu o una vocal sola a final de línia
- s'ha de tenir en compte el paper dels dígrafs. Alguns se separen i d'altres no:

- dígrafs que se separen: ix, l·l, rr, ss, tg, tj, tx
- dígrafs que no se separen: gu, qu, ll, ny

- s'acostuma a respectar la morfologia en mots dubtosos, de manera que no es divideixen paraules que poden donar peu a confusions

## Els trets suprasegmentals
La síl·laba es relaciona amb els trets suprasegmentals, aquelles característiques fonètiques que afecten més d'un fonema (com el to o l'accent) i que poden tenir com a marc la síl·laba o entorns majors.
L'estructura sil·làbica de les paraules sovint interacciona amb la tonicitat. En llatí, per exemple, la tonicitat sovint és determinada per la quantitat sil·làbica. Una quantitat sil·làbica és llarga si té almenys una de les característiques següents:
- una vocal llarga al nucli
- un diftong al nucli
- una o més codes

En cada cas, es considera que la síl·laba té dues mores.
En català la tonicitat de la síl·laba ve marcada per qüestions lèxiques (no es pot predir en la majoria de casos) i serveix per determinar si es tracta d'una paraula aguda, plana o esdrúixola, aspectes que intervenen en l'ortografia o en la mètrica, entre d'altres.

### Principal
- Maria-Rosa Lloret, "Estructura sil·làbica", dins Joan Solà dir., Gramàtica del català contemporani I, Barcelona, Ed. Empúries, Barcelona, 2002. ISBN 84-7596-907-0

### Complementària
- Bagemihl, Bruce «Syllable structure in Bella Coola». Linguistic Inquiry, 22, 1991, pàg. 589–646.
- Clements, George N.; Keyser, Samuel J.. (1983). CV phonology: A generative theory of the syllable. Linguistic inquiry monographs (No. 9). Cambridge, MA: MIT Press. ISBN 0-262-53047-3 (pbk); ISBN 0-262-03098-5 (hb)
- Dell, François; Elmedlaoui, Mohamed «Syllabic consonants and syllabification in Imdlawn Tashlhiyt Berber». Journal of African Languages and Linguistics, 7, 2, 1985, pàg. 105–130. DOI: 10.1515/jall.1985.7.2.105.
- Dell, François; Elmedlaoui, Mohamed «Syllabic consonants in Berber: Some new evidence». Journal of African Languages and Linguistics, 10, 1988, pàg. 1–17. DOI: 10.1515/jall.1988.10.1.1.
- Ladefoged, Peter. A course in phonetics. 4a edició.  Fort Worth: Harcourt College Publishers, 2001. ISBN 0-15-507319-2.